# Aydıncık
Aydincik (numit in antichitate Kelenderis) este un oraș și un district în provincia turcă Mersin. Districtul este situat în partea de sud a provinciei. Orașul în sine este situat direct pe malul Mării Mediterane pe drumul european E90. Aydincik are o populație de 9.050 de locuitori, în timp ce districtul are 11.885 de locuitori (în 2010). În afară de orașul Aydincik, districtul conține încă patru comune și 10 sate.
Până în 1965, Aydincik a fost numit încă Gilindire, care este forma turcă a cuvântului Kelenderis. Orașul are o istorie lungă și a găzduit mai multe popoare. Începând cu secolul al X-lea a intrat sub stăpânirea turcilor. Până la Schimburile de populație dintre Grecia și Turcia din 1920 au trăit aici, alături de turci, greci creștini, turci din Rum. În 1972 a fost înființată primăria și în 1987 s-a format districtul Aydincik.